# Monterey (Wirginia)
Monterey – miasto w Stanach Zjednoczonych, w stanie Wirginia, w hrabstwa Highland. Jest stolicą hrabstwa Highland.